# Hôtel Le Marois (rue Blanche)
L’hôtel Le Marois est un ancien hôtel particulier situé rue Blanche à Paris.

## Historique
En 1829, le général Le Marois achète au nom de son fils Jules Polydore Le Marois au 23 rue Blanche (actuel numéro 17) une maison comportant un jardin à l’anglaise provenant d’une vente en adjudication en 1793. Le Marois fils vend à son père l’usufruit de la maison et fait construire un nouvel édifice. L’architecte Auguste Pellechet, qui avait construit sa maison à proximité, au numéro 30 de la rue, détruit l’ancienne construction et fait élever un hôtel en fond de cour. Jules Polidor y vit jusqu’en 1866 et le quitte pour une demeure plus somptueuse avenue d'Antin. L’hôtel vendu à Hugues Wilhem Krafft est racheté en 1877 par Jeanne Marie de Pechpeyrou Comminges de Guitaut veuve de Charles de Wendel remariée au comte Sigismond Anatole O' Donnell, Conseiller-Maître à la Cour des Comptes, puis devient une école paroissiale et actuellement des bureaux.

## Emplacement
L’hôtel est situé dans un quartier d’élection des nostalgiques de l’Empire sous la Restauration.

## Description
L’hôtel en fond de cour, d’inspiration palladienne, est desservi par trois escaliers. Il comprend un péristyle central avec 3 arcades en plein cintre. Jules Polidor disposait au premier étage d’une longue galerie, de deux grands salons, de deux boudoirs, d’une salle à manger, d’une chambre, d’une lingerie. De part et d’autre de la grille cochère d’entrée, deux pavillons (primitivement logement du gardien et deux écuries) entourent la cour d’honneur qui était ornée à l’origine de vases en marbre blanc et d’une statue.

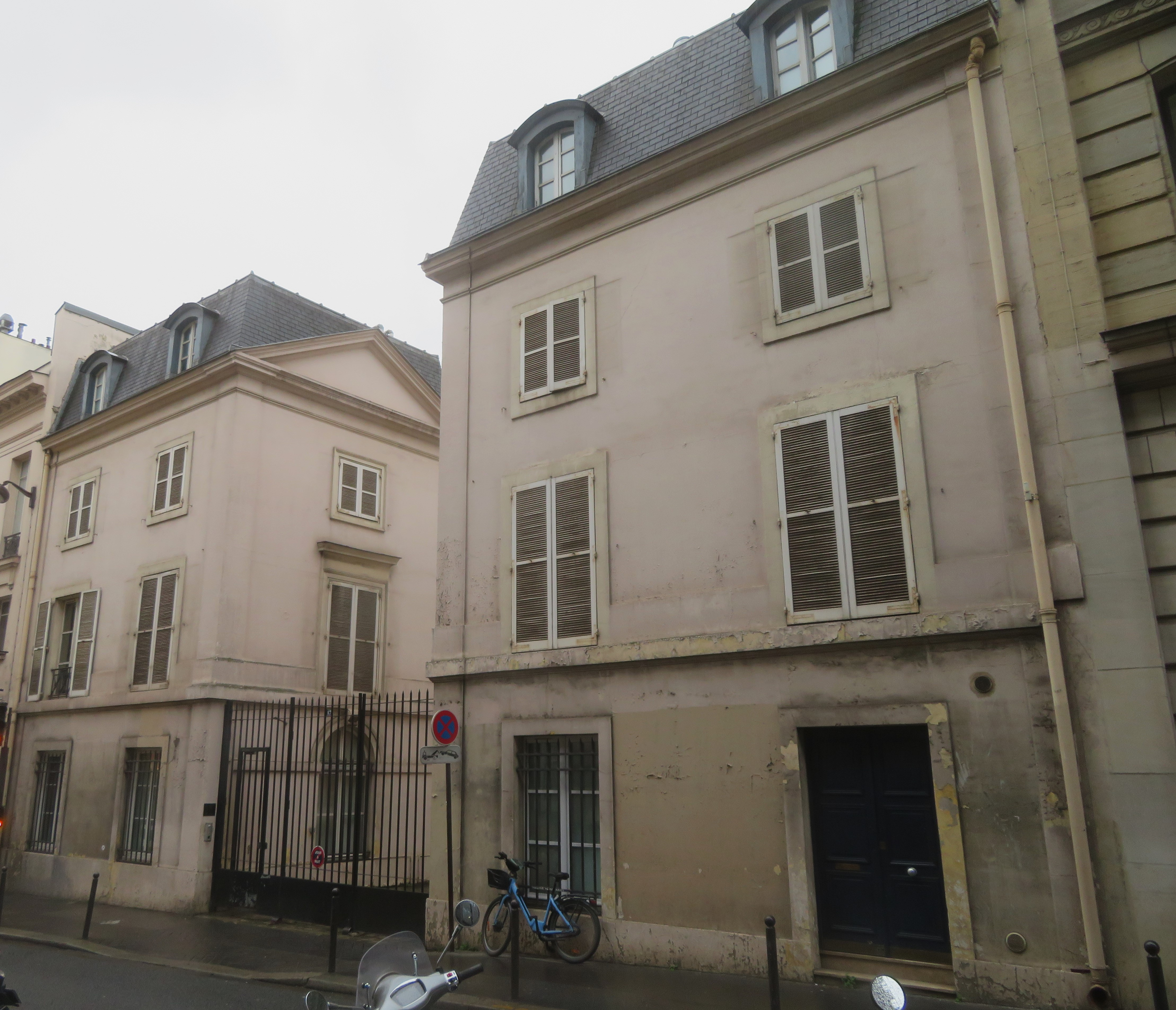
Pavillons sur rue entourant la grille d'entrée
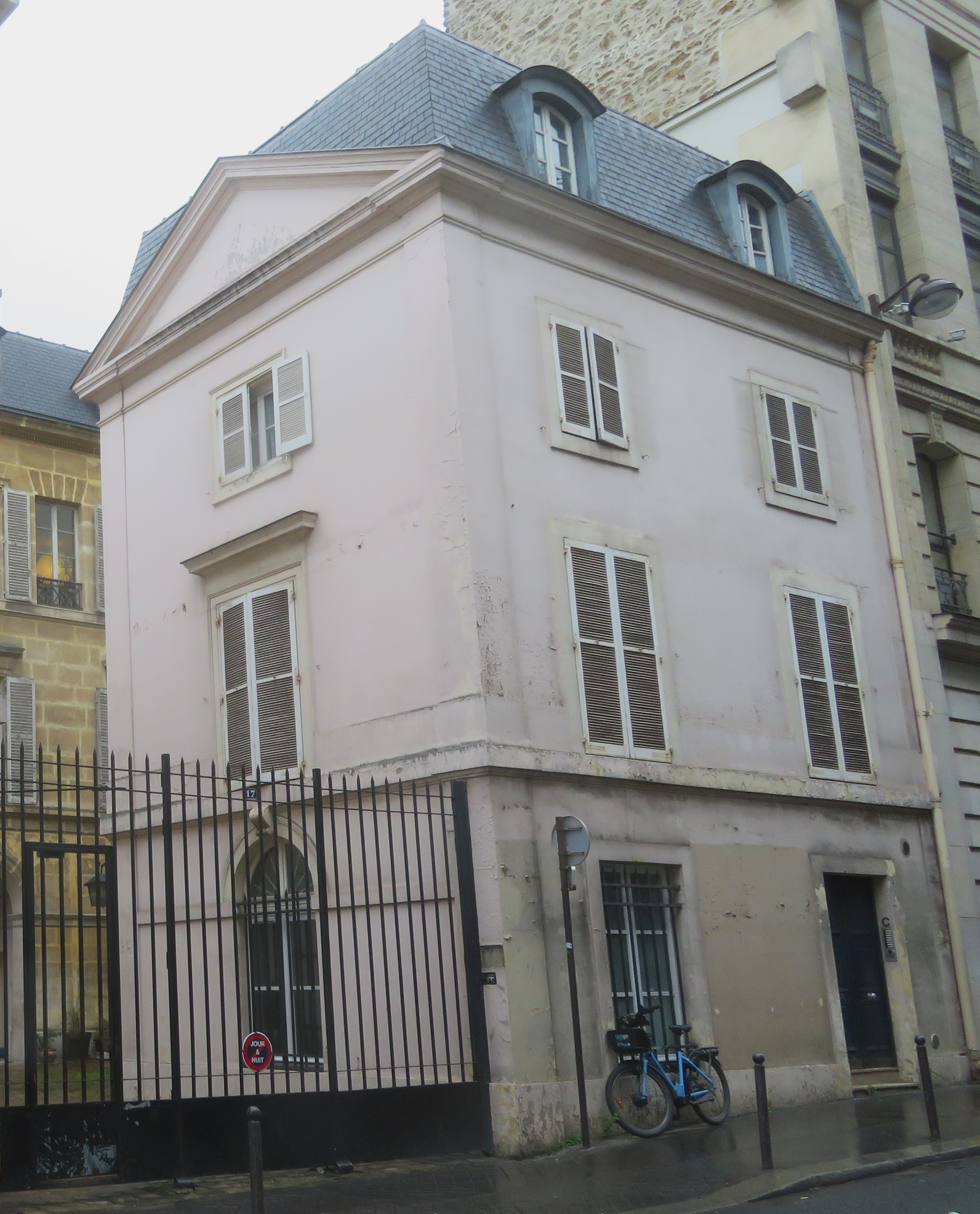
Pavillon de droite